# Ercheia diversipennis
Ercheia diversipennis är en fjärilsart som beskrevs av Walker 1857. Ercheia diversipennis ingår i släktet Ercheia och familjen nattflyn. Inga underarter finns listade i Catalogue of Life.